# Dardo II
Dardo II – prototypowa bomba szybująca skonstruowana w Argentynie. Po raz pierwszy zaprezentowana w maju 2009 roku na pokazach w bazie lotniczej w Morón.
Dardo II powstała w ramach programu o kryptonimie FAS-850. Wyglądem przypomina amerykańska bombę AGM-154 JSOW, ale jest od niej o połowę lżejsza. Do jej przenoszenia przystosowano samoloty Mirage IIIC (pierwsze loty testowe z Dardo II w 2003 roku) i  A-4AR Fightinghawk. W 2009 roku trwały także próby zrzutów z samolotów Super Étendard. Argentyńska bomba może być zrzucana z wysokości do 16 km, przy prędkości nosiciela  370-1020 km/h.